# Quatrième circonscription de l'Aisne (1852-1870)
La quatrième circonscription de l'Aisne est une ancienne circonscription législative de l'Aisne sous le Second Empire de 1852 à 1870.

## Description géographique et démographique
La quatrième circonscription de l'Aisne regroupe l'ensemble des arrondissements de Château-Thierry et de Soissons. Elle était l'une des 4 circonscriptions législatives du département de l'Aisne.
Créé par le décret organique du 2 février 1852, elle regroupait les divisions administratives suivantes : le canton de Braisne, le canton de Château-Thierry, le canton de Charly, le canton de Condé-en-Brie, le canton de Fère-en-Tardenois, le canton de Neuilly-Saint-Front, le canton d'Oulchy-le-Château, le canton de Soissons, le canton de Vailly, le canton de Vic-sur-Aisne et le canton de Villers-Cotterêts.
Cette circonscription n'est pas redécoupée au cours du Second Empire pour les élections législatives de 1857, de 1863 et de 1869.
Elle disparaît le 4 septembre 1870, jour de la chute du Second Empire et de la proclamation de la Troisième République. Le découpage électoral, issu du Second Empire, ne sert pas pour les élections de 1871, où on utilise le scrutin de liste majoritaire à un tour départemental selon les dispositions de la loi électorale du 15 mars 1849. 
Le scrutin uninominal majoritaire à deux tours est rétabli pour les élections de 1876, par la loi du 30 novembre 1875, mais elle se fait sur la base d'un nouveau découpage, celle des arrondissements.

## Historique des députations
| Législature      | Début            | Fin              | Député                        | Parti / Idéologie | Parti / Idéologie    | Observation                                                                    |
| ---------------- | ---------------- | ---------------- | ----------------------------- | ----------------- | -------------------- | ------------------------------------------------------------------------------ |
| Ire législature  | 29 mars 1852     | 27 novembre 1857 | Ernest Geoffroy de Villeneuve |                   | Majorité dysnastique | Conseiller général de Fère-en-Tardenois (1848-1865)                            |
| IIe législature  | 28 novembre 1857 | 4 novembre 1863  | Ernest Geoffroy de Villeneuve |                   | Majorité dysnastique | Conseiller général de Fère-en-Tardenois (1848-1865)                            |
| IIIe législature | 5 novembre 1863  | 30 mai 1865      | Ernest Geoffroy de Villeneuve |                   | Majorité dysnastique | Conseiller général de Fère-en-Tardenois (1848-1865) Décédé en cours de mandat. |
| IIIe législature | 20 août 1865     | 27 avril 1869    | Edmond de Tillancourt         |                   | Centre gauche        | Conseiller général de Charly (1845-1856) Élu lors d'une élection partielle.    |
| IVe législature  | 28 avril 1869    | 4 septembre 1870 | Edmond de Tillancourt         |                   | Centre gauche        | Conseiller général de Charly (1845-1856)                                       |

## Historique des résultats

### Élections de 1852
Les élections législatives françaises de 1852 ont eu lieu le 29 février 1852.
|                | Ernest Geoffroy de Villeneuve | Bonapartiste           | 20 066 | 74,82  |  |  |
|                | Edmond de Tillancourt         | Républicain            | 4 004  | 14,93  |  |  |
|                | M. de Lostanges-Beduer        | Dissident bonapartiste | 2 750  | 10,25  |  |  |
|                |                               |                        |        |        |  |  |
| Inscrits       | Inscrits                      | Inscrits               | 39 386 | 100,00 |  |  |
| Abstentions    | Abstentions                   | Abstentions            | 11 001 | 27,93  |  |  |
| Votants        | Votants                       | Votants                | 28 385 | 72,07  |  |  |
| Blancs et nuls | Blancs et nuls                | Blancs et nuls         | 1 565  | 5,51   |  |  |
| Exprimés       | Exprimés                      | Exprimés               | 26 820 | 94,49  |  |  |

### Élections de 1857
Les élections législatives françaises de 1857 ont eu lieu le 21 juin 1857.
|                  | Ernest Geoffroy de Villeneuve* | Majorité dynastique | 20 937 | 87,18  |  |  |
|                  | Alexandre Sorel                | Indépendant         | 2 750  | 11,45  |  |  |
|                  | Edmond de Tillancourt          | Républicain         | 329    | 1,37   |  |  |
|                  |                                |                     |        |        |  |  |
| Inscrits         | Inscrits                       | Inscrits            | 36 794 | 100,00 |  |  |
| Abstentions      | Abstentions                    | Abstentions         | 12 407 | 33,72  |  |  |
| Votants          | Votants                        | Votants             | 24 387 | 66,28  |  |  |
| Blancs et nuls   | Blancs et nuls                 | Blancs et nuls      | 371    | 1,52   |  |  |
| Exprimés         | Exprimés                       | Exprimés            | 24 016 | 98,48  |  |  |
| * député sortant |                                |                     |        |        |  |  |

### Élections de 1863
Les élections législatives françaises de 1863 ont eu lieu le 31 mai 1863.
|                  | Ernest Geoffroy de Villeneuve* | Majorité dynastique | 25 328 | 83,63  |  |  |
|                  | Armand Lherbette               | Républicain         | 4 957  | 16,37  |  |  |
|                  |                                |                     |        |        |  |  |
| Inscrits         | Inscrits                       | Inscrits            | 37 603 | 100,00 |  |  |
| Abstentions      | Abstentions                    | Abstentions         | 7 085  | 18,84  |  |  |
| Votants          | Votants                        | Votants             | 30 518 | 89,16  |  |  |
| Blancs et nuls   | Blancs et nuls                 | Blancs et nuls      | 233    | 0,76   |  |  |
| Exprimés         | Exprimés                       | Exprimés            | 30 285 | 99,24  |  |  |
| * député sortant |                                |                     |        |        |  |  |

### Élections de 1869
Les élections législatives françaises de 1869 ont eu lieu le 24 mai 1869.
|                  | Edmond de Tillancourt*          | Centre gauche       | 21 125 | 66,12  |  |  |
|                  | William Waddington              | Centre gauche       | 5 750  | 18,00  |  |  |
|                  | Auguste de Montesquiou-Fézensac | Majorité dynastique | 5 075  | 15,88  |  |  |
|                  |                                 |                     |        |        |  |  |
| Inscrits         | Inscrits                        | Inscrits            | 37 192 | 100,00 |  |  |
| Abstentions      | Abstentions                     | Abstentions         | 5 184  | 13,94  |  |  |
| Votants          | Votants                         | Votants             | 32 008 | 86,06  |  |  |
| Blancs et nuls   | Blancs et nuls                  | Blancs et nuls      | 58     | 0,18   |  |  |
| Exprimés         | Exprimés                        | Exprimés            | 31 950 | 99,82  |  |  |
| * député sortant |                                 |                     |        |        |  |  |